# Geoffrey Wallis Steuart Barrow
Geoffrey Wallis Steuart Barrow (meist abgekürzt G. W. S. Barrow; * 28. November 1924 in Headingley; † 14. Dezember 2013 in Edinburgh) war ein britischer Historiker.
Geoffrey Barrow besuchte die St Edward’s School 1937 bis 1939 und 1939 bis 1941 die Inverness Royal Academy. Anschließend studierte er an der University of St Andrews und am Pembroke College. Am Pembroke College schrieb er seine B. Litt. Dissertation über Scottish royal ecclesiastical policy, 1107–1224. 1950 wurde er Lecturer an der University College London. Von 1961 bis 1974 lehrte er als Professor für mittelalterliche Geschichte an der Newcastle University. 1974 wurde er erster Professor für schottische Geschichte an der University of St Andrews. 1979 wurde er Nachfolger von Gordon Donaldson und übernahm an der University of Edinburgh die Sir William Fraser Professur für Schottische Geschichte und Paläografie. Dort lehrte er bis zu seiner Emeritierung 1992 als Professor.
Barrow erhielt zahlreiche Ehrungen. Die University of St Andrews verlieh ihm 1971 den D. Litt. 1976 wurde er Mitglied in der British Academy. Von der University of Glasgow erhielt Barrow 1988 den Titel eines D. Litt. ehrenhalber. Er wurde Präsident der Scottish History Society. Sein Forschungsschwerpunkt war die gesamte mittelalterliche Geschichte Schottlands, insbesondere vom 11. bis zum 14. Jahrhundert.
Barrow war verheiratet und wurde Vater zweier Kinder.

## Schriften
- Kingship and unity. Scotland, 1000–1306. London 1981, ISBN 0-7131-6307-0.
- The Anglo-Norman era in Scottish history. Oxford 1980, ISBN 0-19-822473-7.
- The kingdom of the Scots. Government, church and society from the eleventh to the fourteenth century. London 1973.
- Robert Bruce and the community of the realm of Scotland. Berkeley 1965.
- Feudal Britain. The completion of the medieval kingdoms, 1066–1314. London 1956.